# Горка (мебель)

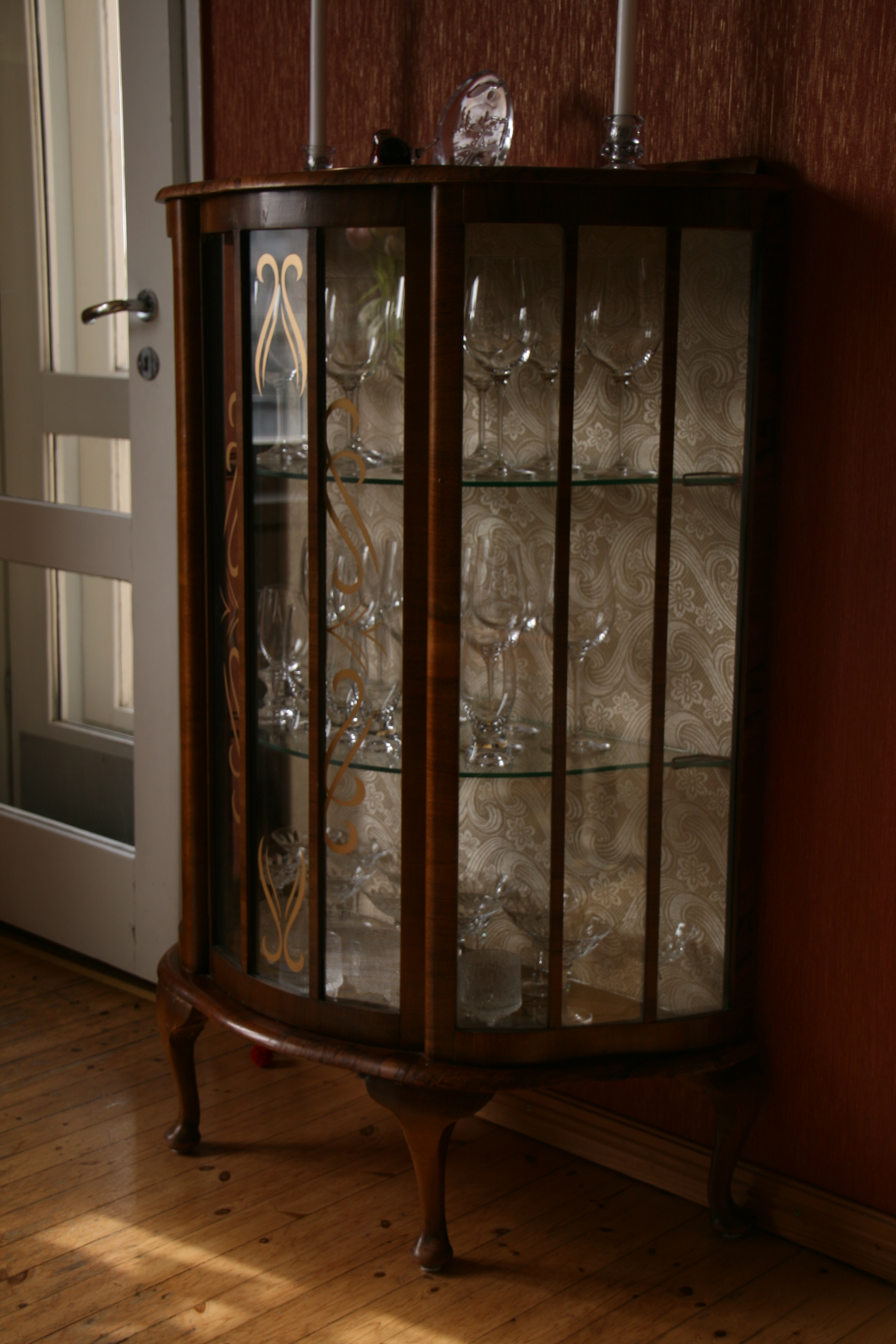
Горка (Великобритания, 1920-е годы)

Горка — шкаф-буфет с застеклёнными дверцами, предназначенный для хранения и демонстрации высокохудожественной посуды.

## Современное значение
В наше время горка — это облегчённый мебельный гарнитур, пришедший на смену более громоздким «стенкам» советского типа. Такая горка представляет собой неплотное собрание различных шкафов разной высоты, как правило не занимающее всю стену, таких как сервант, книжный шкаф, комод, тумба под телевизор, стеллаж и шкаф для одежды

## Старое значение
Старое значение понятия «горка» — это закрытый остеклённый шкаф, обычно небольшого размера для хранения и демонстрации посуды, серебряной утвари, мелкой пластики, по сути мини-сервант. Также горками могут называться остеклённые секции комбинированных шкафов. Горки обычно используются для экспонирования наиболее ценной домашней посуды, объектов дизайна, предметов гордости и пр.
Термин «горка» для обозначения этого типа мебели использовался в дореволюционной России по причине того, что посуду в таких шкафах часто складывали горкой. В последнее время вновь наблюдается интерес к горкам. Дизайнеры интерьеров включают их в дизайн-проекты, украшая и дополняя ими композиции гостиных, просторных кухонь-столовых и др.
С одной стороны, горки родственны таким посудным шкафам, как столовые буфеты, от которых отличаются бо́льшей площадью остекления и отсутствием глухих дверец. С другой стороны, они функционально аналогичны музейным и торговым шкафам-витринам.